# اس‌اس اپمتیکس (۱۸۹۳)
اس‌اس اپمتیکس (۱۸۹۳) (به انگلیسی: SS Appomattox (1893)) یک کشتی بود که طول آن ۳۴۵ فوت ۱٫۷۵ اینچ (۱۰۵٫۲۰ متر) بود. این کشتی در سال ۱۸۹۳ ساخته شد.